# Bryan Eley
Bryan Eley (* 28. Januar 1939 in Bristol) ist ein ehemaliger britischer Geher.
Bei den Olympischen Spielen 1968 in Mexiko-Stadt wurde er Siebter im 50-km-Gehen.

## Persönliche Bestzeiten
- 20 km Gehen: 1:31:53 h, 30. August 1969, Enfield
- 50 km Gehen: 4:19:13 h, 19. Juli 1969, Redditch